# Ingvar Lidholm
Ingvar Natanael Lidholm (né le 24 février 1921 à Jönköping et mort le 17 octobre 2017) est un compositeur suédois.

## Biographie
Ingvar Lidholm est l'élève de Hilding Rosenberg de 1943 à 1945, et joue de l'alto à l'Orchestre de l'opéra royal de Suède. Il voyage en France, Suisse et Italie. Il est directeur musical de la Société orchestrale d'Örebro de 1947 à 1956. Il reçoit le Prix Christ Johnson en 1958 pour Ritornell. Mutanza est écrit en 1959 pour cette société.
Il est membre du Groupe du lundi du radical et controversé Karl-Birger Blomdahl. Ses premières œuvres sont écrites sous l'influence de Stravinsky, Bartók et Hindemith. Ensuite, sa musique devient atonale. Il enseigne la composition à l'École royale supérieure de musique de Stockholm de 1956 à 1965. Il écrit Poesis en 1963 pour le cinquantième anniversaire de l'Orchestre philharmonique royal de Stockholm, une pièce bien plus radicale qu'escompté. C'est la dernière œuvre à utiliser la gamme sérielle de 12 tons. Il abandonne ce style très complexe pour en adopter un plus simple, plus proche de la « forme d'hymne ». Il poursuit ses expériences avec la musique électronique en 1971. La même année, il compose Stamp music pour célébrer la sortie d'un timbre en l'honneur du 200e anniversaire de l'Académie royale de musique de Suède.
En 1993, il remporte le prix Schock. Son opéra Ett drömspel, composé en 1992, est basé sur un texte de Strindberg. Il a composé de nombreuses pièces pour orchestre, mais sa musique la plus emblématique est celle écrite pour chœur, notamment Kontakion. Son œuvre, toute comme celle de Britten, constitue une passerelle entre la musique dite classique et celle dite d'avant-garde.

## Œuvres
- Toccata e Canto (1944)
- Concerto (1945)
- Sonate pour flûte (1946)
- Laudi (1947)
- Musique pour cordes 1952)
- Mutanza (1959/65)
- Notturno-Canto (1958/2000)
- Motus-colores (1960)
- Riter, ballet (1959)
- Skaldens Natt « La nuit du poète » (1958/81)
- Poesis (1963)
- Holländaren, « Le Hollandais », opéra télévisuel (1967)
- Stamp Music (1971)
- Kontakion, pour orchestre, (1978)
- Ett drömspel, opéra (1992)
- Nausikaa Alone, pour soprano, chœur et orchestre

## Discographie sélective
- Musique pour cordes, Nausicaa Alone, Greeting from an old world, Kontakion - Caprice records - CAP 21366, 1988